# Alfred Borda
Alfred V, Borda (ur. 14 grudnia 1913, zm. 13 sierpnia 1996 w Mosta) – maltański żeglarz sportowy, uczestnik Letnich Igrzysk Olimpijskich 1960.
Na tych igrzyskach startował w klasie Finn. Po ponad tygodniu zmagań uzyskał łącznie 1314 punktów, co dało mu przedostatnie 34. miejsce. Wyprzedził tylko Libańczyka Pierre’a Arbajiego. Najlepszy wynik w poszczególnych wyścigach osiągnął w czwartym, w którym zdobył 344 punkty za 20. miejsce.
Najstarszy uczestnik igrzysk olimpijskich z Malty, (na igrzyskach w Rzymie miał blisko 47 lat).

## Wyniki olimpijskie
| Igrzyska | Konkurencja | 1   | 2   | 3   | 4   | 5   | 6         | 7   | Łącznie | Pozycja    | Źródło |
| -------- | ----------- | --- | --- | --- | --- | --- | --------- | --- | ------- | ---------- | ------ |
| IO 1960  | Klasa Finn  | 154 | 265 | 214 | 344 | 183 | DNF (101) | 154 | 1314    | 34 (na 35) | [ 1 ]  |